# John Sutton, 1. Baron Dudley

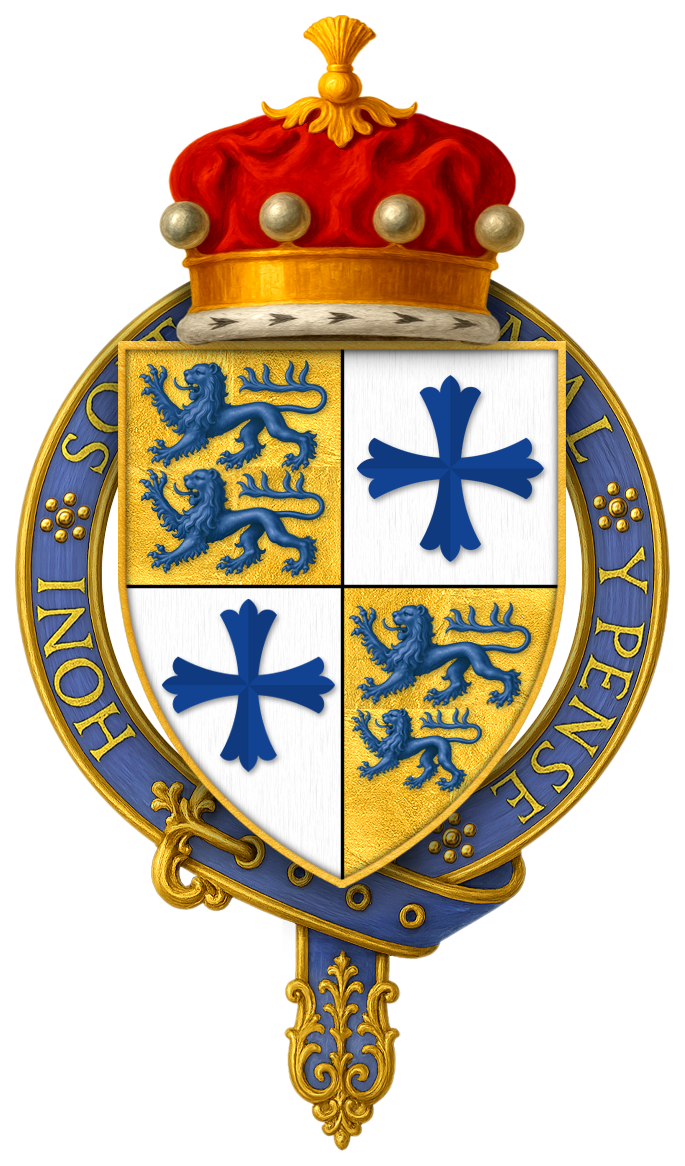
Wappen des John Sutton, 1. Baron Dudley

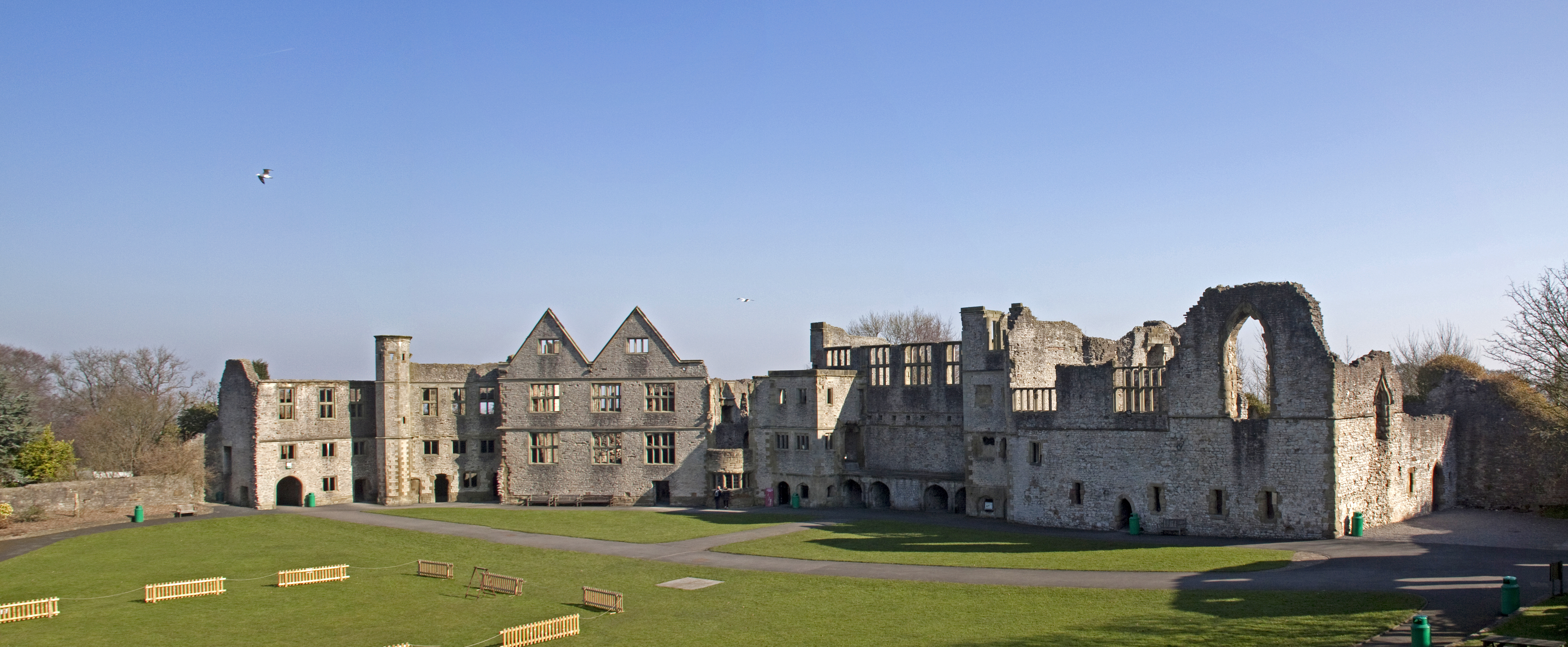
Ruine des Dudley Castle

John Sutton, 1. Baron Dudley KG (auch John Dudley; * 25. Dezember 1400; † 30. September 1487) war ein englischer Soldat und Politiker.

## Herkunft und familiäres Umfeld
John Sutton, so der ursprüngliche Familienname, gehörte zu einer alten englischen Familie, die seit Generationen auf Dudley Castle in der mittelenglischen Grafschaft Staffordshire ansässig war. Da sich die Suttons häufig nicht nur Sutton, sondern auch nach ihrem Besitz Dudley nannten, schwankte die Nomenklatur der Familie zwischen Sutton, Dudley und de Sutton de Dudley.
So führte der Zweig der Familie, die es unter den Tudors bis zum Duke of Northumberland und zum Earl of Leicester brachten, ausschließlich den Familiennamen Dudley, während der hier behandelte Zweig der Familie sich teils Sutton, teils de Sutton de Dudley nannte.

## Leben und politische und militärische Tätigkeit
John Sutton war der älteste Sohn des John Sutton of Dudley Castle in Staffordshire und der Constance Blount und wurde am 25. Dezember 1400 geboren und in Barton under Needwood in der Grafschaft Derbyshire getauft. Erstmals trat er öffentlich 1422 bei der Beerdigung des Königs Heinrich V. in Erscheinung, bei der er die königliche Standarte trug. Er blieb dann im Dienste des neuen Königs Heinrich VI. und gewann offensichtlich dessen Vertrauen so sehr, dass dieser ihn bereits 1428 zum Lord Lieutenant of Ireland machte, ein Amt, das er bis 1430 bekleidete. Danach wurde er am 3. November 1435 Constable von Clun Castle.
Später nahm er im Hundertjährigen Krieg an des Königs Seite an den Feldzügen in Frankreich teil. Da der König seinen Rat schätzte, berief er ihn 1440 durch einen Writ of Summons in das House of Lords und machte ihn dadurch zum erblichen Peer des Königreiches als 1. Baron Dudley. In den Auseinandersetzungen um die Krone zwischen den beiden Zweigen des Königshauses der Plantagenets war Lord Dudley ein Anhänger des Hauses Lancaster. Im Zuge dieser Auseinandersetzung zwischen den Häusern York und Lancaster nahm er an den Rosenkriegen an der Seite Heinrichs VI. teil. Mit seinem König wurde er von den Yorkisten am 23. Mai 1455 in der ersten Schlacht von St. Albans gefangen genommen. Nach der Befreiung und Restitution Heinrichs VI. kam auch Lord Dudley frei und kämpfte weiter auf des Königs Seite. Im Gefecht bei Blore Heath am 23. September 1459 wurde er verwundet. Schon vorher war er vor dem 23. April 1459 als Ritter in den Hosenbandorden aufgenommen worden. Danach ernannte der König ihn am 2. Februar 1460 zum Steward of the Lordship of Montgomery.
Nach dem Sturz Heinrichs VI. begünstigte ihn auch der neue König Eduard IV. aus dem Hause York, denn er ernannte ihn zum Constable of the Tower, ein Amt, das er von 1470 bis 1483 bekleidete, nachdem sein Vorgänger Richard Fiennes, Baron Dacre abberufen worden war. Schließlich wurde er zusammen mit diesem Lord Dacre Chamberlain der Gemahlin Eduards IV., Elizabeth Woodville.
Als alter Anhänger des Hauses Lancaster war er auch bei Henry Tudor, dem Thronanwärter der Lancaster-Partei, dem späteren Heinrich VII., wohl angesehen, der ihn trotz seines hohen Alters bis zu seinem Tod am 30. September 1487 zu allen Parlamentssitzungen einlud.

## Familie
Baron Dudley war mit Elisabeth, der Witwe von Edward Charlton, 5. Baron Charlton und Tochter von Sir John Berkeley verheiratet. Ihm folgte sein Enkel Edward Sutton als 2. Baron Dudley.